# Ramón José Velásquez
José Ramón Velasquez Mujica (28 tháng 11 năm 1916 – 24 tháng 6 năm 2014), là một chính trị gia Venezuela, ông từng là tổng thống của Venezuela từ ngày 5 tháng 6 năm 1993 đến ngày 2 tháng 2 năm 1994. Ông là một trong các chính trị gia già nhất của thế kỷ 20 trên thế giới.